# Bung'wangoko
Bung'wangoko è una circoscrizione rurale (rural ward) della Tanzania situata nel distretto di Geita, regione di Geita. Conta una popolazione di 8 587 abitanti (censimento 2012).